# (14609) 1998 SW145
A (14609) 1998 SW145 a Naprendszer kisbolygóövében található aszteroida. Eric Walter Elst fedezte fel 1998. szeptember 20-án.